# 2007 en science
| Années de la science : 2004 - 2005 - 2006 - 2007 - 2008 - 2009 - 2010    |
| Décennies de la science : 1970 - 1980 - 1990 - 2000 - 2010 - 2020 - 2030 |

Cet article présente les faits marquants de l'année 2007 en science.

## Évènements

### Sciences physiques
- 13 avril : Scott S. Sheppard, David Jewitt, Jan Kleyna, et Brian G. Marsden annoncent la découverte de S/2007 S 1, un nouveau satellite naturel de Saturne (le soixantième, si toutes les autres découvertes sont confirmées), d'abord photographié le 5 janvier 2006.
- 24 avril : découverte de Gliese 581 c.

- Découverte dans les archives de la Royal Society de plis confidentiels relatant les travaux de Halban et Kowarski sur la fission en 1940.
- Création de l'Institut Néel sur le polygone scientifique de Grenoble.

### Sciences de la vie

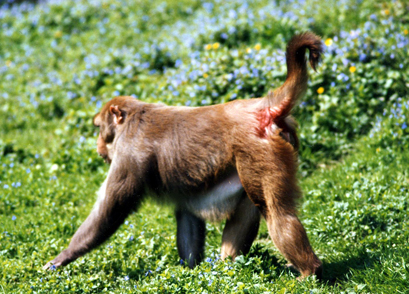
Macaque rhésus

- 13 avril : publication du génome du macaque rhésus (Macaca mulatta) [1].
- 7 juin : publication du génome du poisson médaka (Oryzias latipes) [2].
- Novembre : publication du génome du chat (Felis catus) [3].

- Inauguration du Grenoble-Institut des neurosciences.

## Publications
- Luigi Luca Cavalli-Sforza : Il caso e la necessità - Ragioni e limiti della diversità genetica, 2007, Di Renzo Editore, Roma

## Prix
- Prix Nobel

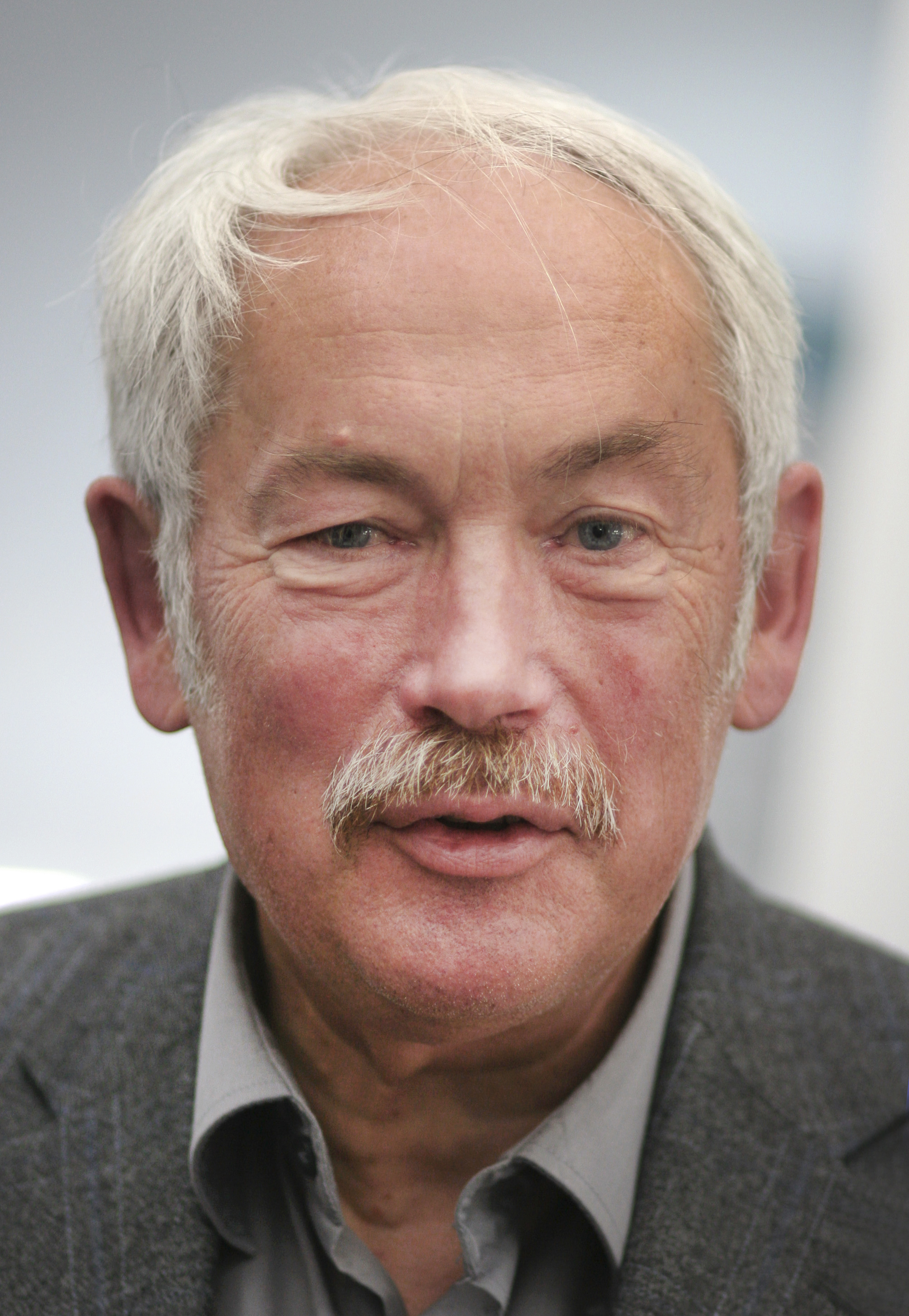
Peter Grünberg

  - Prix Nobel de physiologie ou médecine : Mario Capecchi, Oliver Smithies et Martin Evans
  - Prix Nobel de physique : Albert Fert et Peter Grünberg
  - Prix Nobel de chimie : Gerhard Ertl
- Prix Lasker
  - Prix Albert-Lasker pour la recherche médicale fondamentale : Ralph Steinman
  - Prix Albert-Lasker pour la recherche médicale clinique : Alain Carpentier, Albert Starr
- Médailles de la Royal Society
  - Médaille Copley : Robert May
  - Médaille Davy : John Simons (de)
  - Médaille Gabor : Richard J. Roberts
  - Médaille Hughes : Artur Ekert
  - Médaille royale : James Feast, Cyril Hilsum, Tomas Lindahl
- Médailles de la Geological Society of London
  - Médaille Lyell : Philip Allen
  - Médaille Murchison : Herbert Huppert
  - Médaille Wollaston : Andrew H. Knoll
- Prix Jules-Janssen (astronomie) : Thérèse Encrenaz et Paul Couteau
- Prix Turing en informatique : Edmund Clarke (États-Unis), Allen Emerson (États-Unis) et Joseph Sifakis (France)
- Médaille Bruce (Astronomie) : Martin Harwit
- Médaille Linnéenne : Phillip Cribb (de) et Thomas Cavalier-Smith
- Médaille d'or du CNRS : Jean Tirole
- Grand Prix de l'Inserm : Christine Petit
- Prix d'honneur de l'Inserm : Pierre Ducimetière

## Décès

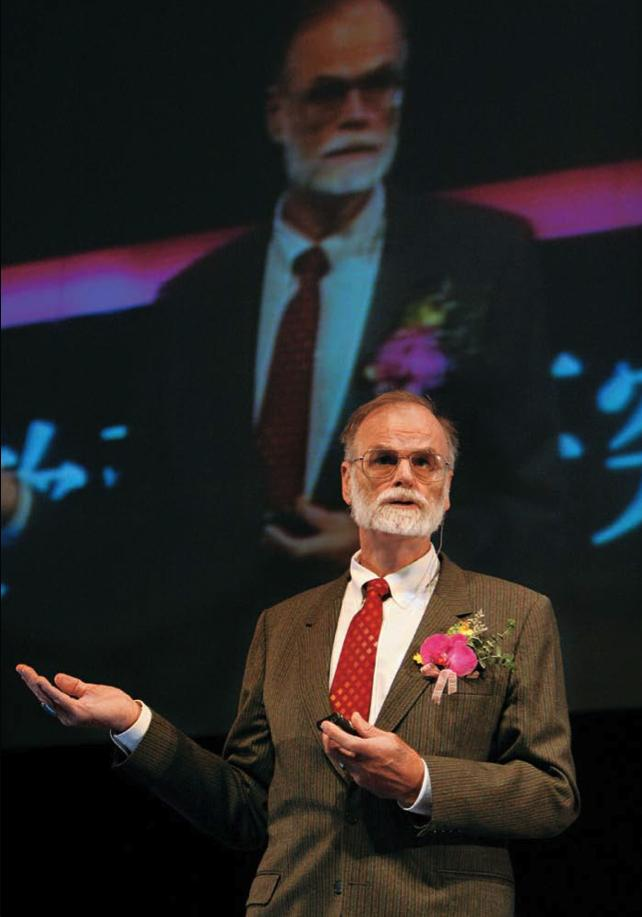
James Gray

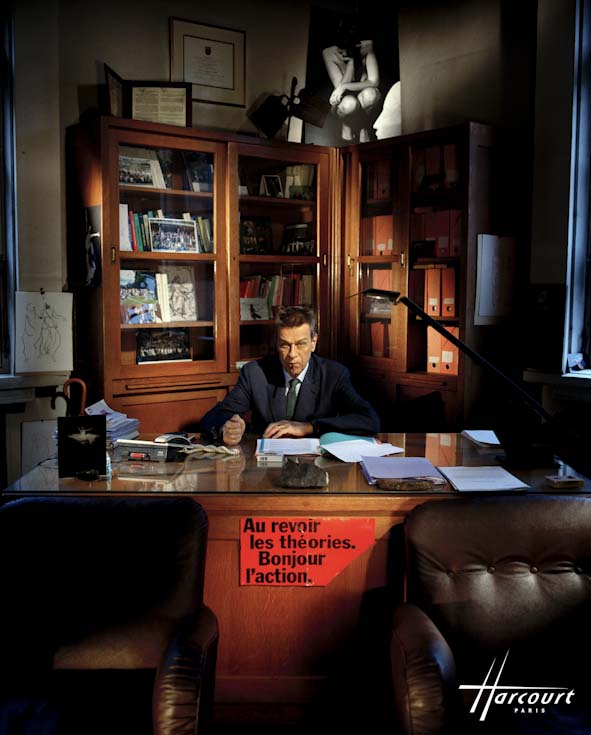
Pierre-Gilles de Gennes

- 7 janvier : Agnès Cabrol (née en 1964), égyptologue française.
- 9 janvier : Jean-Pierre Vernant (né en 1914), historien et anthropologue français.
- 20 janvier : Anatol Rapoport (né en 1911), psychologue et mathématicien américain d'origine russe.
- 26 janvier : Jean Ichbiah (né en 1940), informaticien français.
- 28 janvier : James Gray (né en 1944), informaticien américain.
- 10 février : René Lévesque (né en 1925), archéologue canadien.
- 11 février : Jean Boulbet (né en 1926), ethnologue français.
- 13 février : Jay Haley (né en 1923), pionnier américain de la thérapie familiale.
- 27 février : Fred Basolo (né en 1920), chercheur américain.

- 1er mars : Pierre Lantos (né en 1942), astrophysicien français.
- 10 mars : Francis Clark Howell (né en 1925), paléoanthropologue américain.
- 17 mars : John Backus (né en 1924), informaticien américain.
- 27 mars : Paul Lauterbur (né en 1929), chimiste américain, prix Nobel de physiologie ou médecine en 2003.

- 2 avril : Henry Lee Giclas (né en 1910), astronome américain.
- 19 avril : Bohdan Paczyński (né en 1940), astronome polonais.

- 3 mai : Walter M. Schirra (né en 1923), astronaute américain.
- 14 mai : Bernard Dorléac (né en 1923), mathématicien et ingénieur aéronautique français.
- 16 mai : Mary Douglas (née Margaret Mary Tew en 1921), anthropologue britannique.
- 18 mai : Pierre-Gilles de Gennes (né en 1932), physicien français, prix Nobel de physique en 1991.

- 10 juin : Parviz Varjavand (né en 1934), archéologue iranien.
- 18 juin : Kenneth Franklin (né en 1923), astronome et éducateur américain.

- 2 juillet : Giuseppe Forti (né en 1939), astronome italien.
- 4 juillet : Eliécer Silva Celis (né en 1919), anthropologue et archéologue colombien.
- 20 juillet : Kai Siegbahn (né en 1918), physicien suédois, prix Nobel de physique en 1981.
- 23 juillet : Daniel Koshland (né en 1920), biochimiste américain et éditeur de Science.
- 26 juillet : Édouard Brochu (né en 1910), agronome et microbiologiste québécois.

- 2 septembre : Detlef Franke (né en 1952), égyptologue et auteur allemand.
- 6 septembre : John Gregory Hawkes (né en 1915), botaniste britannique.

- 23 octobre : David George Kendall (né en 1918), statisticien britannique.

- 2 novembre : David Shannon Morse (né en 1943), entrepreneur américain, cofondateur de Amiga Corporation.
- 11 novembre : Anders Hald (né en 1913), statisticien danois.
- 15 novembre : Waltraut Seitter (née en 1930), astronome allemande.
- 26 novembre : Jean Ladrière (né en 1921), logicien et philosophe belge.

- 9 décembre : Henri Debehogne (né en 1928), astronome belge.
- 12 décembre : Bernard Eastlund (né en 1938), physicien américain.
- 13 décembre : Akiva Yaglom (né en 1921), physicien, mathématicien, statisticien et météorologiste soviétique.
- 19 décembre : Jean-Paul Trachier (né en 1925), journaliste et astronome amateur français.